# Лісотвірна порода

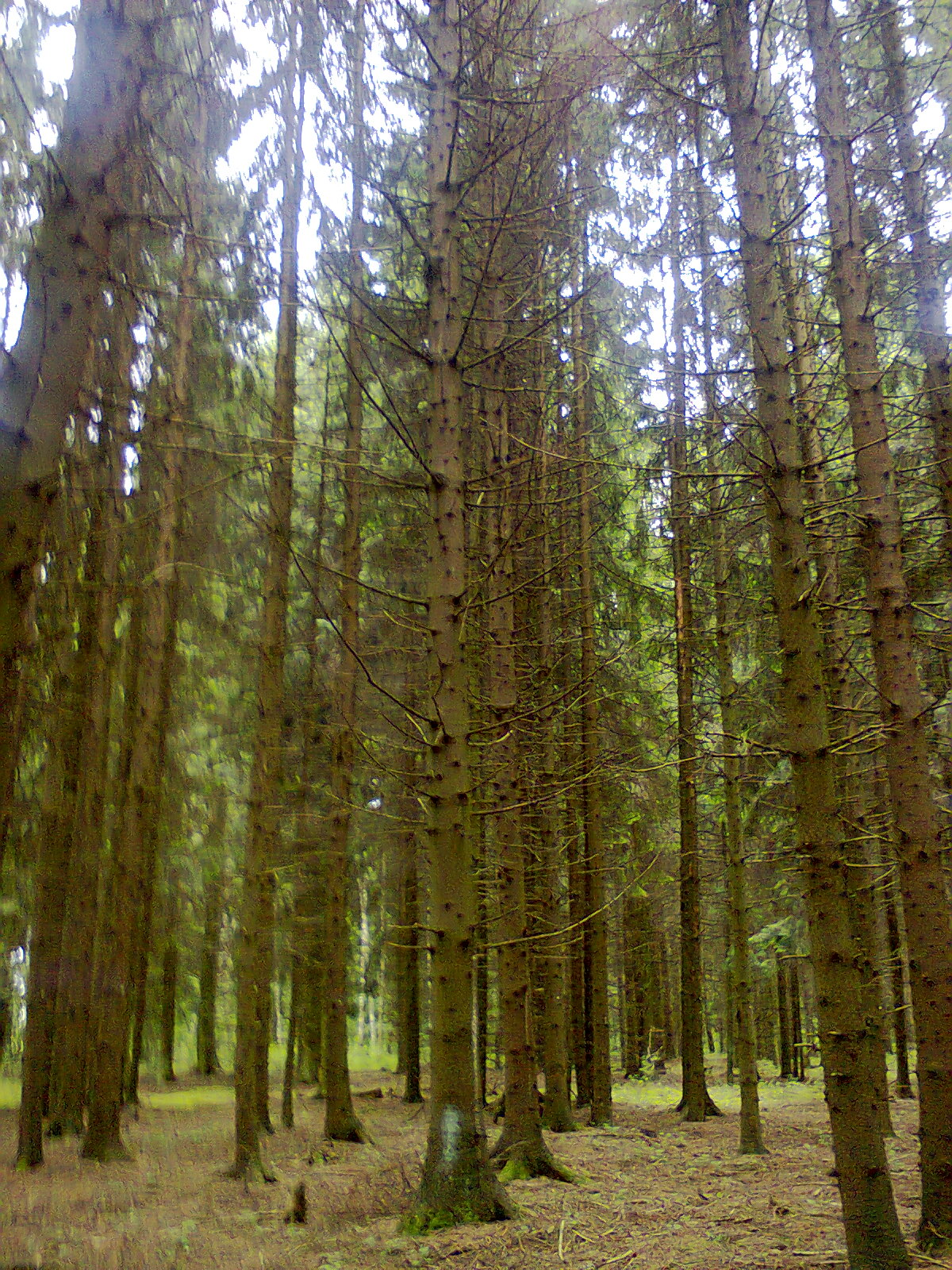
Лісотвірна порода — ялина європейська

Лісотвірна порода — деревина, що формує лісовий намет — верхній, головний ярус деревостану. Визначає зовнішній вигляд насаджень. Маючи власний комплекс супутніх рослин і тварин, є провідною в утворених спільнотах свого ареалу, від фітоценозу, спільноти рослин, до біогеоценозу, що включає як живі організми (біоту), так і неживу, абіотичну складову — повітря, ґрунт і воду.
Основні лісотвірні породи
- В європейській тайзі — ялина європейська, сосна звичайна, модрина сибірська, ялиця сибирська; з листяних пород — береза повисла і береза пухнаста, осика.
- У помірних широтах Європи — дуб звичайний і дуб сидячоцвітий[уточнити], рідше сосна звичайна.
- У гірських лісах Кавказу і Криму — дуб імеретинський[en][уточнити], дуб грузинський[en][уточнити], Quercus hartwissiana, бук східний, ялина східна, ялиця Нордмана, сосна кримська.
- У Сибіру й на Далекому Сході — модрина сибірська і модрина даурська, сосна звичайна, сосна сибірська і сосна кедрова корейська, деякі види ялиці.[2]
- У лісостепах півдня Західного Сибіру — береза.
- У гірських лісах Середньої Азії — Picea schrenkiana, ялиця Семенова[уточнити], а також вольський горіх, деякі види яблуні.
- У північноамериканській тайзі — Picea mariana і ялина сиза, ялиця бальзамиста, сосна Веймута і сосна Банкса.
- У північноамериканських гірських лісах — ялина ситхінська, псевдотсуга Мензіса, тсуга Мертенса[уточнити], види сосен, секвоя вічнозелена, дуб орегонський[уточнити] та інші дуби.
- У південноамериканських лісах басейну Амазонки — представники родів Swietenia, бертолетія, гевея, цезальпінія[en].
- У південноамериканських лісах помірного поясу — араукарія, нотофагус.
- В Африці — кедр атласький, дуб кам'яний і дуб корковий, сосна приморская і сосна алеппська, фісташка атлантична.
- В Австралії — представники евкаліпта, нотофагуса, агатиса, Callitris, араукарії.[2]